# Kościół Trójcy Świętej w Żmigrodzie
Kościół Trójcy Świętej – rzymskokatolicki kościół parafialny należący do dekanatu Prusice archidiecezji wrocławskiej.

## Historia
Świątynia była wymieniana jako istniejąca w XIII wieku, w obecnym kształcie została wybudowana w latach 1595-1601 przez budowniczego Jerzego Brucknera, odbudowano ją po pożarze z 1702 w 1723 roku i odrestaurowano w XIX wieku. Jest to budowla murowana, orientowana, posiadająca obecnie kształt trzynawowej bazyliki, z wydłużonym prezbiterium zamkniętym poligonalnie. Nawa główna nakryta jest sklepieniami kolebkowymi z lunetami, natomiast nawy boczne nakryte są sklepieniami sieciowymi. Mury zewnętrzne są rozdzielone pionowymi lizenami. Wnętrze posiada wyposażenie w stylu barokowym oraz kilka płyt nagrobnych z 2. połowy XVI wieku. Zachowany renesansowy portal z kartuszem herbowym Schaffgotschów.

## Organy

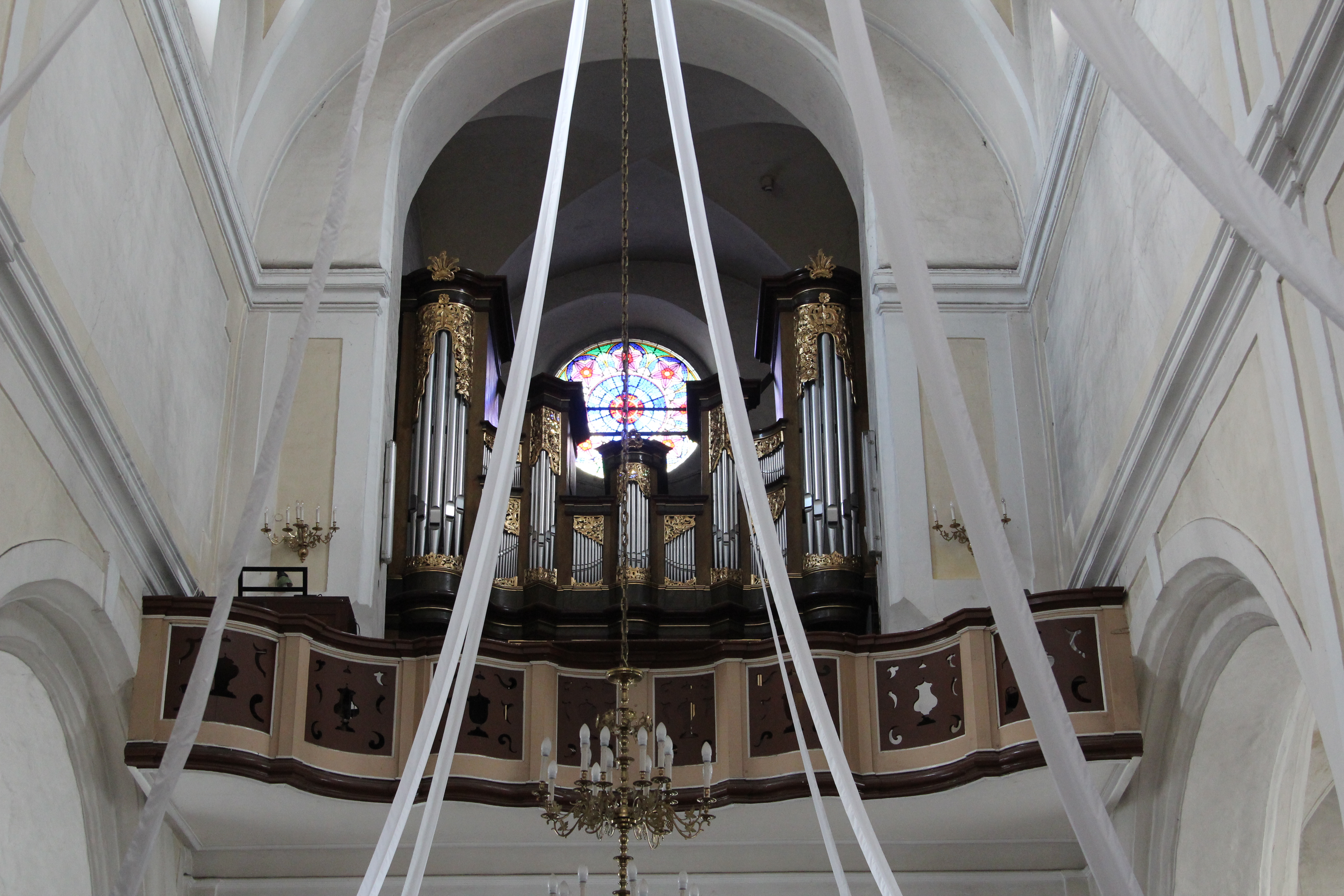
Empora organowa

Kościół posiada organy wybudowane około 1915 roku przez firmę Schlag & Söhne o 25 głosach z pneumatycznymi: trakturą gry i trakturą rejestrów. Ich ostatni remont wykonał zakład organmistrzowski Czesław Chrobak i Synowie z Wrocławia.
Dyspozycja instrumentu:
| Manuał I                  | Manuał II              | Pedał                 |
| ------------------------- | ---------------------- | --------------------- |
| 1. Trompete 8'            | 1. Geigen prinzipal 8' | 1. Prinzipal bass 16' |
| 2. Mixtur 4-fach          | 2. Salicional 8'       | 2. Violon 16'         |
| 3. Rauschquinte 2 2/3'+2' | 3. Portunal 8'         | 3. Subbass 16'        |
| 4. Octave 4'              | 4. Vox coelestis 8'    | 4. Flautodoppel 8'    |
| 5. Flöte 4'               | 5. Aeoline 8'          | 5. Octave 4'          |
| 6. Gemshorn 8'            | 6. Lieblichgedeckt 8'  | 6. Cello 8'           |
| 7. Hohlflöte 8'           | 7. Rohrflöte 4'        |                       |
| 8. Gambe 8'               | 8. Fugara 4'           |                       |
| 9. Prinzipal 8'           | 9. Piccolo 2'          |                       |
| 10. Bourdon 16'           |                        |                       |